# 鳥取市
鳥取市（日语：／ Tottori shi */?）是日本鳥取縣東部（因幡地方）的一個城市，同時是鳥取縣的縣廳所在地，現為中核市。鳥取市是日本各縣廳所在地中人口最少的城市，人口密度也僅高於山口市。鳥取市和同屬中國地方的廣島市之間約有300公里長的陸路距離，但和近畿地方中心都市大阪市的距離只有約190公里。加上鳥取市是JR山陰本線和因美線的分歧點，自因美線運行有山陰兩縣兩個京阪神直通特急列車之一，使得鳥取市成為山陰地方中和京阪神關係較為緊密的城市，是山陰地方東側的玄關。
江戶時代，鳥取市是鳥取藩主池田氏的城下町，現在則是山陰地方的地方據點都市之一。當地的主要觀光景點有鳥取沙丘和白兔海岸等。

## 地理

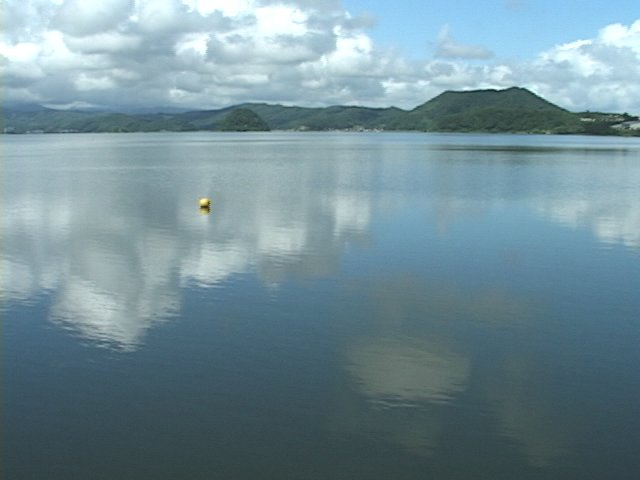
湖山池

鳥取市地處鳥取縣東部，在經過平成大合併之後其面積佔鳥取全縣的約22%，無論面積還是人口都是鳥取縣內最大的自治體。鳥取市中心市區位於由千代川沖積形成的鳥取平原。鳥取平原是山陰地方面積最大的平原之一，南北長約6公里，東西寬約4公里。
在市區北側，鳥取沙丘隔開了日本海和鳥取平原。鳥取沙丘是日本規模第二大的沙丘，面積約有1800公頃，是鳥取縣的象徵之一，被指定為天然紀念物並劃入山陰海岸國定公園。鳥取縣西部的湖山池是日本以「池」為名的湖泊中面積最大的一座。鳥取市的東部和南部則以山地地形為主。鳥取城所在的久松山即是這些群山中的一座。久松山標高263米，在此可一覽鳥取市容。

### 氣候
鸟取市属于柯本气候分类法下的副热带湿润气候，当地夏季炎热，冬季凉爽，全年降水丰富。鳥取市全域皆為日本海側氣候，屬於豪雪地帶。從春季至秋季放晴的日子較多，冬天則多為陰天、雨天或下雪。由於鳥取市區距離海岸略有距離，因此和山陰地方日本海沿岸的其他都市相比，鳥取市是積雪較多的城市。鸟取市过去最大积雪深度是1947年2月22日的129（51英寸），而自从1977年2月18日鸟取市降下积雪深度为105（41英寸）的雪以后，该地就再没有降下过积雪深度超过1m的雪。近年鸟取市积雪深度在50-70cm的降雪日比较多，2012年2月19日该地曾录得71（28英寸）的积雪深度。2017年2月11日，鳥取縣創下91（36英寸）的積雪記錄，這是1984年以來的最大數字。
| 鳥取市（1981年 - 2010年） | 鳥取市（1981年 - 2010年） | 鳥取市（1981年 - 2010年） | 鳥取市（1981年 - 2010年） | 鳥取市（1981年 - 2010年） | 鳥取市（1981年 - 2010年） | 鳥取市（1981年 - 2010年） | 鳥取市（1981年 - 2010年） | 鳥取市（1981年 - 2010年） | 鳥取市（1981年 - 2010年） | 鳥取市（1981年 - 2010年） | 鳥取市（1981年 - 2010年） | 鳥取市（1981年 - 2010年） | 鳥取市（1981年 - 2010年） |
| 月份                      | 1月                       | 2月                       | 3月                       | 4月                       | 5月                       | 6月                       | 7月                       | 8月                       | 9月                       | 10月                      | 11月                      | 12月                      | 全年                      |
| ------------------------- | ------------------------- | ------------------------- | ------------------------- | ------------------------- | ------------------------- | ------------------------- | ------------------------- | ------------------------- | ------------------------- | ------------------------- | ------------------------- | ------------------------- | ------------------------- |
| 历史最高温 °C（°F）       | 20.4 (68.7)               | 23.2 (73.8)               | 25.4 (77.7)               | 31.7 (89.1)               | 34.2 (93.6)               | 35.7 (96.3)               | 39.1 (102.4)              | 39.2 (102.6)              | 37.7 (99.9)               | 32.6 (90.7)               | 26.3 (79.3)               | 22.9 (73.2)               | 39.2 (102.6)              |
| 平均高温 °C（°F）         | 7.7 (45.9)                | 8.5 (47.3)                | 12.4 (54.3)               | 18.4 (65.1)               | 23.3 (73.9)               | 26.6 (79.9)               | 30.4 (86.7)               | 32.2 (90.0)               | 27.4 (81.3)               | 22.0 (71.6)               | 16.4 (61.5)               | 11.0 (51.8)               | 19.7 (67.5)               |
| 平均低温 °C（°F）         | 0.8 (33.4)                | 0.7 (33.3)                | 2.8 (37.0)                | 7.5 (45.5)                | 12.5 (54.5)               | 17.6 (63.7)               | 22.1 (71.8)               | 22.9 (73.2)               | 18.7 (65.7)               | 12.3 (54.1)               | 7.3 (45.1)                | 3.1 (37.6)                | 10.7 (51.3)               |
| 历史最低温 °C（°F）       | −6.5 (20.3)               | −7.4 (18.7)               | −4.7 (23.5)               | −2.2 (28.0)               | 2.2 (36.0)                | 7.5 (45.5)                | 12.6 (54.7)               | 12.9 (55.2)               | 8.4 (47.1)                | 2.9 (37.2)                | −2.4 (27.7)               | −5.6 (21.9)               | −7.4 (18.7)               |
| 平均降水量 mm（）         | 202.0 (7.95)              | 159.8 (6.29)              | 141.9 (5.59)              | 108.6 (4.28)              | 130.6 (5.14)              | 152.1 (5.99)              | 200.9 (7.91)              | 116.6 (4.59)              | 204.0 (8.03)              | 144.1 (5.67)              | 159.4 (6.28)              | 194.4 (7.65)              | 1,914 (75.35)             |
| 平均降雪量 cm（）         | 88 (35)                   | 72 (28)                   | 17 (6.7)                  | 0 (0)                     | 0 (0)                     | 0 (0)                     | 0 (0)                     | 0 (0)                     | 0 (0)                     | 0 (0)                     | 0 (0)                     | 37 (15)                   | 214 (84)                  |
| 平均降水天数（≥ 0.5 mm）  | 22.1                      | 18.3                      | 16.8                      | 12.4                      | 11.6                      | 12.5                      | 13.4                      | 10.5                      | 13.5                      | 12.9                      | 15.5                      | 19.0                      | 178.5                     |
| 平均相對濕度（％）        | 76                        | 74                        | 70                        | 67                        | 69                        | 74                        | 77                        | 74                        | 78                        | 76                        | 75                        | 74                        | 74                        |
| 月均日照時數              | 70.2                      | 79.5                      | 124.3                     | 177.3                     | 197.4                     | 158.2                     | 163.0                     | 206.8                     | 139.9                     | 148.5                     | 108.8                     | 89.5                      | 1,663.2                   |
| 来源1：日本氣象廳         |                           |                           |                           |                           |                           |                           |                           |                           |                           |                           |                           |                           |                           |
| 来源2：日本氣象廳         |                           |                           |                           |                           |                           |                           |                           |                           |                           |                           |                           |                           |                           |

## 人口
2017年2月28日時，鳥取市有人口190,747人。鳥取都市圈人口在經濟高度成長期大幅增加。在經濟高度成長期之後，鳥取市和其相鄰地區人口雖持續增加，但其遠郊地區人口則大幅減少，舊佐治村的人口在1975年至2000年期間減少超過20%:127，過疏問題嚴重。鳥取市全體的人口在2005年達到201,740人的最高值，之後由於企業的撤退、低生育率和人口外流等原因而轉入減少。現在鳥取市正通過增加育兒福利等措施希望提高生育率，並減少人口流出和增加人口流入等措施，試圖降低人口減少速度。
| 鳥取市人口分布圖 |                                               |  |
| 鳥取市與日本全國年齡別人口分布比較圖 （2005年資料） | 鳥取市的年齡、男女別人口分布圖 （2005年資料） |  |
| ■紫色是鳥取市 ■綠色是全国 | ■藍色是男性 ■紅色是女性                       |  |
| 鳥取市人口變化 \| 1970年 \| 169,176人 \| \| \| 1975年 \| 176,182人 \| \| \| 1980年 \| 184,601人 \| \| \| 1985年 \| 190,836人 \| \| \| 1990年 \| 195,707人 \| \| \| 1995年 \| 197,959人 \| \| \| 2000年 \| 200,744人 \| \| \| 2005年 \| 201,740人 \| \| \| 2010年 \| 197,449人 \| \| \| 2015年 \| 193,717人 \| \| \| 2020年 \| 188,465人 \| \| |                                               |  |
| 資料來源：日本總務省統計中心提供之人口普查數據 |                                               |  |
| 1970年 | 169,176人                                     |  |
| 1975年 | 176,182人                                     |  |
| 1980年 | 184,601人                                     |  |
| 1985年 | 190,836人                                     |  |
| 1990年 | 195,707人                                     |  |
| 1995年 | 197,959人                                     |  |
| 2000年 | 200,744人                                     |  |
| 2005年 | 201,740人                                     |  |
| 2010年 | 197,449人                                     |  |
| 2015年 | 193,717人                                     |  |
| 2020年 | 188,465人                                     |  |

## 歷史

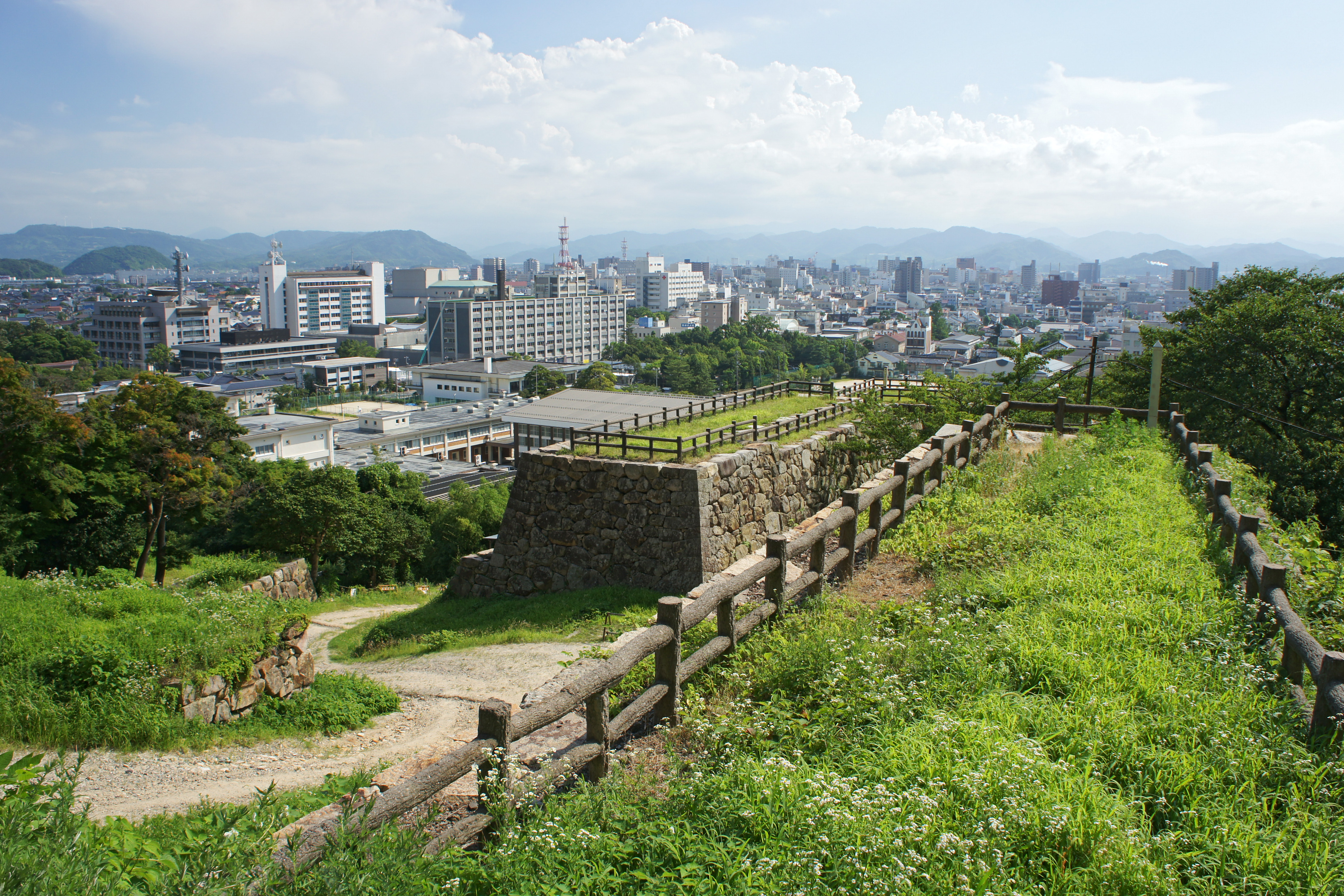
自鳥取城望鳥取市區

平安時代中期的詞典和名類聚抄中就已經出現「鳥取郷」這一地名，其位置被認為是現在的久松山麓。至室町幕府時期，鳥取市所在的因幡國由守護山名氏統治。1540年代，因幡國守護山名氏在久松山麓修築城堡，此為鳥取城下町歷史之始。1573年，山名豐國開始以鳥取城為本城，並將原本位於天神山城的三層天守櫓搬遷至久松山頂。1581年，羽柴秀吉攻下鳥取城之後，其部將宮部繼潤治理鳥取一帶。1601年，池田長吉成為新的鳥取城主，進一步擴大了城堡及城下町的規模。1617年，姬路城主池田光政轉封至鳥取城，而鳥取也在這一時期大幅發展。他對外護城河的袋川進行整治並修建堤壩，對市區進行全面規劃。舊鳥取市區就是在這一時期形成:75。1632年，光政和岡山藩主池田光仲交換領地。此後至明治維新，鳥取都由鳥取藩池田氏統治。
1871年廢藩置縣之後，鳥取縣取代鳥取藩，縣廳即設在鳥取。1876年，鳥取縣併入島根縣。合併一事引發了地方的巨大反彈，以士族為首發起了「鳥取縣再置運動」，並終於在1881年獲得成功，鳥取也再次成為縣廳。1889年10月1日，鳥取正式施行市制，升格為鳥取市。明治時期的鳥取市人口只有約3萬人，市區範圍也幾乎沒有擴展。但另一方面，市區內部發生了巨大變化，興建了學校等近代公共設施:77。1907年，皇太子（後來的大正天皇）在山陰行啟時途徑鳥取。當地政府為此特地修建仁風閣，該建築也是山陰地方少數現存的明治時期洋風建築。1912年，隨著山陰本線全線通車，鳥取市開始工業化，商圈也急速擴大。隨著工業的發展，市內的工廠數也急速增加，市區範圍隨之明顯擴大:77。
與之同時，鳥取也發生了多次重大災害。1918年，鳥取市發生洪水，淹沒市內大部分地區:79。1943年，鳥取縣東部發生地震，鳥取市區超過半數建築毀損，遇難者超過1000人。1952年，鳥取市區發生大火，7240棟建築被燒，全市人口超過30%的20,451人成為災民。鳥取舊市區在這場大火中幾乎全毀，僅少數建築得以倖存。大火之後，政府在主幹道兩側興建耐火建築，並對市區進行重新規劃，確定了現在鳥取市區的各地區特徵。
1980年代之後，隨著汽車的普及，鳥取市的城市格局開始郊外化，市區範圍進一步擴大。隨著工業化的進展，鳥取市更成為山陰地方最大的工業城市:77。然而都市的發展也帶來了市中心商店街的空洞化等問題。2005年，鳥取市成為山陰地方首個特例市。然而也是在同年，鳥取市人口轉入減少，顯示鳥取和日本諸多都市同樣面臨嚴峻的人口減少問題。現在鳥取市目標在2018成為中核市。2017年，鳥取市獲雜誌選為日本最想居住的田園地區，鳥取市也將吸引人口流入作為市政的重點之一。

### 市町村合併變遷表

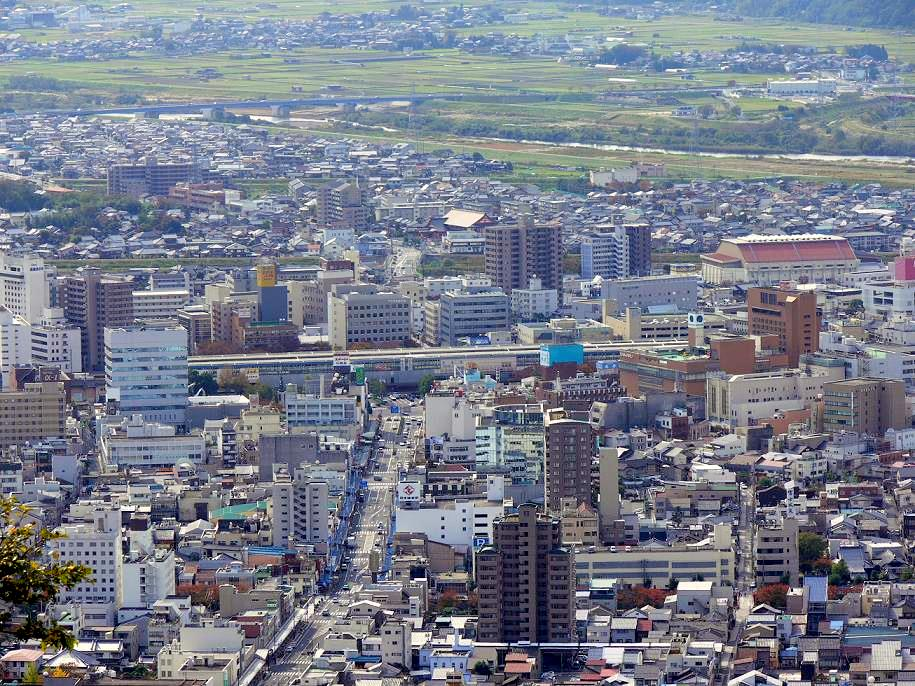
鳥取市區。中央的建築是鳥取車站

資料來源：
| 1889年10月1日 | 1889年 - 1926年             | 1926年 - 1954年             | 1926年 - 1954年             | 1955年 - 1989年           | 1989年 - 現在            | 現在   |
| ------------- | --------------------------- | --------------------------- | --------------------------- | ------------------------- | ------------------------ | ------ |
| 津之井村      | 津之井村                    | 津之井村                    | 津之井村                    | 1963年4月22日 併入鳥取市  | 鳥取市                   | 鳥取市 |
| 大路村        | 1918年4月1日 合併為米里村   | 1918年4月1日 合併為米里村   | 1918年4月1日 合併為米里村   | 1955年7月20日 併入鳥取市  | 鳥取市                   | 鳥取市 |
| 三戶古村      | 1918年4月1日 合併為米里村   | 1918年4月1日 合併為米里村   | 1918年4月1日 合併為米里村   | 1955年7月20日 併入鳥取市  | 鳥取市                   | 鳥取市 |
| 倉田村        | 倉田村                      | 倉田村                      | 1953年7月1日 併入鳥取市     | 鳥取市                    | 鳥取市                   | 鳥取市 |
| 面影村        |                             |                             | 1953年7月1日 併入鳥取市     | 鳥取市                    | 鳥取市                   | 鳥取市 |
| 中之鄉村      | 中之鄉村                    | 1933年4月1日 併入鳥取市     | 鳥取市                      | 鳥取市                    | 鳥取市                   | 鳥取市 |
| 美保村        | 美保村                      | 1933年10月1日 併入鳥取市    | 鳥取市                      | 鳥取市                    | 鳥取市                   | 鳥取市 |
| 稻葉村        | 稻葉村                      | 1932年4月1日 併入鳥取市     | 鳥取市                      | 鳥取市                    | 鳥取市                   | 鳥取市 |
| 富桑村        | 1923年5月10日 併入鳥取市    | 鳥取市                      | 鳥取市                      | 鳥取市                    | 鳥取市                   | 鳥取市 |
| 鳥取市        |                             | 鳥取市                      | 鳥取市                      | 鳥取市                    | 鳥取市                   | 鳥取市 |
| 賀露村        | 賀露村                      | 1937年2月15日 併入鳥取市    | 鳥取市                      | 鳥取市                    | 鳥取市                   | 鳥取市 |
| 明治村        | 1914年2月1日 明治村         | 1914年2月1日 明治村         | 1953年7月1日 併入鳥取市     | 鳥取市                    | 鳥取市                   | 鳥取市 |
| 穩治村        | 1914年2月1日 明治村         | 1914年2月1日 明治村         | 1953年7月1日 併入鳥取市     | 鳥取市                    | 鳥取市                   | 鳥取市 |
| 東鄉村        | 1917年9月1日 東鄉村         | 1917年9月1日 東鄉村         | 1953年7月1日 併入鳥取市     | 鳥取市                    | 鳥取市                   | 鳥取市 |
| 福富村        | 1917年9月1日 東鄉村         | 1917年9月1日 東鄉村         | 1953年7月1日 併入鳥取市     | 鳥取市                    | 鳥取市                   | 鳥取市 |
| 蒲野部村      | 1917年10月1日 大正村        | 1917年10月1日 大正村        | 1953年7月1日 併入鳥取市     | 鳥取市                    | 鳥取市                   | 鳥取市 |
| 海德村        | 1917年10月1日 大正村        | 1917年10月1日 大正村        | 1953年7月1日 併入鳥取市     | 鳥取市                    | 鳥取市                   | 鳥取市 |
| 砂見村        | 1918年1月1日 神戶村         | 1918年1月1日 神戶村         | 1953年7月1日 併入鳥取市     | 鳥取市                    | 鳥取市                   | 鳥取市 |
| 若坪村        | 1918年1月1日 神戶村         | 1918年1月1日 神戶村         | 1953年7月1日 併入鳥取市     | 鳥取市                    | 鳥取市                   | 鳥取市 |
| 大和村        |                             |                             | 1953年7月1日 併入鳥取市     | 鳥取市                    | 鳥取市                   | 鳥取市 |
| 美德村        |                             |                             | 1953年7月1日 併入鳥取市     | 鳥取市                    | 鳥取市                   | 鳥取市 |
| 豐實村        |                             |                             | 1953年7月1日 併入鳥取市     | 鳥取市                    | 鳥取市                   | 鳥取市 |
| 湖山村        |                             |                             | 1953年7月1日 併入鳥取市     | 鳥取市                    | 鳥取市                   | 鳥取市 |
| 松保村        |                             |                             | 1953年7月1日 併入鳥取市     | 鳥取市                    | 鳥取市                   | 鳥取市 |
| 千代水村      |                             |                             | 1953年7月1日 併入鳥取市     | 鳥取市                    | 鳥取市                   | 鳥取市 |
| 吉岡村        |                             |                             | 1953年7月1日 併入鳥取市     | 鳥取市                    | 鳥取市                   | 鳥取市 |
| 大鄉村        |                             |                             | 1953年7月1日 併入鳥取市     | 鳥取市                    | 鳥取市                   | 鳥取市 |
| 末恒村        |                             |                             | 1953年7月1日 併入鳥取市     | 鳥取市                    | 鳥取市                   | 鳥取市 |
| 青谷村        | 1914年4月1日 青谷町         | 1914年4月1日 青谷町         | 1953年7月1日 青谷町         | 1953年7月1日 青谷町       | 2004年11月1日 併入鳥取市 | 鳥取市 |
| 中鄉村        |                             |                             | 1953年7月1日 青谷町         | 1953年7月1日 青谷町       | 2004年11月1日 併入鳥取市 | 鳥取市 |
| 勝部村        |                             |                             | 1953年7月1日 青谷町         | 1953年7月1日 青谷町       | 2004年11月1日 併入鳥取市 | 鳥取市 |
| 日置谷村      |                             |                             | 1953年7月1日 青谷町         | 1953年7月1日 青谷町       | 2004年11月1日 併入鳥取市 | 鳥取市 |
| 日置村        | 日置村                      | 日置村                      | 日置村                      | 1955年3月31日 併入青谷町  | 2004年11月1日 併入鳥取市 | 鳥取市 |
| 鹿野村        | 1899年3月20日 鹿野町        | 1899年3月20日 鹿野町        | 1899年3月20日 鹿野町        | 1955年7月1日 鹿野町       | 2004年11月1日 併入鳥取市 | 鳥取市 |
| 勝谷村        |                             |                             |                             | 1955年7月1日 鹿野町       | 2004年11月1日 併入鳥取市 | 鳥取市 |
| 小鷲河村      |                             |                             |                             | 1955年7月1日 鹿野町       | 2004年11月1日 併入鳥取市 | 鳥取市 |
| 寶木村        | 1914年2月1日 寶木村         | 1914年2月1日 寶木村         | 1914年2月1日 寶木村         | 1955年7月1日 氣高町       | 2004年11月1日 併入鳥取市 | 鳥取市 |
| 光元村        | 1914年2月1日 寶木村         | 1914年2月1日 寶木村         | 1914年2月1日 寶木村         | 1955年7月1日 氣高町       | 2004年11月1日 併入鳥取市 | 鳥取市 |
| 正条村        | 1915年6月1日 正条村         | 1948年4月1日 濱村町         | 1948年4月1日 濱村町         | 1955年7月1日 氣高町       | 2004年11月1日 併入鳥取市 | 鳥取市 |
| 八束水村      | 1915年6月1日 正条村         | 1948年4月1日 濱村町         | 1948年4月1日 濱村町         | 1955年7月1日 氣高町       | 2004年11月1日 併入鳥取市 | 鳥取市 |
| 酒津村        |                             |                             |                             | 1955年7月1日 氣高町       | 2004年11月1日 併入鳥取市 | 鳥取市 |
| 瑞穗村        |                             |                             |                             | 1955年7月1日 氣高町       | 2004年11月1日 併入鳥取市 | 鳥取市 |
| 逢坂村        |                             |                             |                             | 1955年7月1日 氣高町       | 2004年11月1日 併入鳥取市 | 鳥取市 |
| 志保美村      | 1917年9月1日 合併為鹽見村   | 1928年4月1日 合併為福部村   | 1928年4月1日 合併為福部村   | 1928年4月1日 合併為福部村 | 2004年11月1日 併入鳥取市 | 鳥取市 |
| 元鹽見村      | 1917年9月1日 合併為鹽見村   | 1928年4月1日 合併為福部村   | 1928年4月1日 合併為福部村   | 1928年4月1日 合併為福部村 | 2004年11月1日 併入鳥取市 | 鳥取市 |
| 服部村        |                             | 1928年4月1日 合併為福部村   | 1928年4月1日 合併為福部村   | 1928年4月1日 合併為福部村 | 2004年11月1日 併入鳥取市 | 鳥取市 |
| 國府村        | 1907年4月1日 合併為宇倍野村 | 1907年4月1日 合併為宇倍野村 | 1907年4月1日 合併為宇倍野村 | 1957年1月1日 合併為國府町 | 2004年11月1日 併入鳥取市 | 鳥取市 |
| 御陵村        | 1907年4月1日 合併為宇倍野村 | 1907年4月1日 合併為宇倍野村 | 1907年4月1日 合併為宇倍野村 | 1957年1月1日 合併為國府町 | 2004年11月1日 併入鳥取市 | 鳥取市 |
| 法美村        | 1907年4月1日 合併為宇倍野村 | 1907年4月1日 合併為宇倍野村 | 1907年4月1日 合併為宇倍野村 | 1957年1月1日 合併為國府町 | 2004年11月1日 併入鳥取市 | 鳥取市 |
| 登儀村        | 1918年4月1日 合併為成器村   | 1918年4月1日 合併為成器村   | 1952年11月1日 合併為大成村  | 1957年1月1日 合併為國府町 | 2004年11月1日 併入鳥取市 | 鳥取市 |
| 上舟村        | 1918年4月1日 合併為成器村   | 1918年4月1日 合併為成器村   | 1952年11月1日 合併為大成村  | 1957年1月1日 合併為國府町 | 2004年11月1日 併入鳥取市 | 鳥取市 |
| 大茅村        |                             |                             | 1952年11月1日 合併為大成村  | 1957年1月1日 合併為國府町 | 2004年11月1日 併入鳥取市 | 鳥取市 |
| 用瀨村        | 1918年2月11日 改制為用瀨町  | 1918年2月11日 改制為用瀨町  | 1918年2月11日 改制為用瀨町  | 1955年3月31日 用瀨町      | 2004年11月1日 併入鳥取市 | 鳥取市 |
| 大村          |                             |                             |                             | 1955年3月31日 用瀨町      | 2004年11月1日 併入鳥取市 | 鳥取市 |
| 社村          |                             |                             |                             | 1955年3月31日 用瀨町      | 2004年11月1日 併入鳥取市 | 鳥取市 |
| 口佐治村      | 1910年1月1日 佐治村         | 1910年1月1日 佐治村         | 1910年1月1日 佐治村         | 1910年1月1日 佐治村       | 2004年11月1日 併入鳥取市 | 鳥取市 |
| 中佐治村      | 1910年1月1日 佐治村         | 1910年1月1日 佐治村         | 1910年1月1日 佐治村         | 1910年1月1日 佐治村       | 2004年11月1日 併入鳥取市 | 鳥取市 |
| 上佐治村      | 1910年1月1日 佐治村         | 1910年1月1日 佐治村         | 1910年1月1日 佐治村         | 1910年1月1日 佐治村       | 2004年11月1日 併入鳥取市 | 鳥取市 |
| 河原村        | 1893年12月1日 合併為河原村  | 1926年7月1日 改制為河原町   | 1926年7月1日 改制為河原町   | 1955年3月28日 河原町      | 2004年11月1日 併入鳥取市 | 鳥取市 |
| 三保村        | 1893年12月1日 合併為河原村  | 1926年7月1日 改制為河原町   | 1926年7月1日 改制為河原町   | 1955年3月28日 河原町      | 2004年11月1日 併入鳥取市 | 鳥取市 |
| 曳田村        | 1911年9月1日 改名為八上村   | 1911年9月1日 改名為八上村   | 1911年9月1日 改名為八上村   | 1955年3月28日 河原町      | 2004年11月1日 併入鳥取市 | 鳥取市 |
| 五總村        | 1915年4月1日 西鄉村         | 1915年4月1日 西鄉村         | 1915年4月1日 西鄉村         | 1955年3月28日 河原町      | 2004年11月1日 併入鳥取市 | 鳥取市 |
| 明治村        | 1915年4月1日 西鄉村         | 1915年4月1日 西鄉村         | 1915年4月1日 西鄉村         | 1955年3月28日 河原町      | 2004年11月1日 併入鳥取市 | 鳥取市 |
| 佐貫村        | 1917年10月1日 散岐村        | 1917年10月1日 散岐村        | 1917年10月1日 散岐村        | 1955年3月28日 河原町      | 2004年11月1日 併入鳥取市 | 鳥取市 |
| 宇戶村        | 1917年10月1日 散岐村        | 1917年10月1日 散岐村        | 1917年10月1日 散岐村        | 1955年3月28日 河原町      | 2004年11月1日 併入鳥取市 | 鳥取市 |
| 國英村        |                             |                             |                             | 1955年3月28日 河原町      | 2004年11月1日 併入鳥取市 | 鳥取市 |

## 政治
鳥取市和鳥取縣東部的倉吉市、岩美町、若櫻町、智頭町、八頭町、三朝町劃入日本眾議院選區中的鳥取縣第1區。該區是保守派勢力極強的保守王國之一，自由民主黨在這裡有壓倒性的優勢。現任日本首相，曾任防衛廳長官、防衛大臣、農林水產大臣的自民黨大佬石破茂自小選舉區制導入之後在該區連續當選。2012年和2014年眾議院選舉時，民主黨甚至未派出挑戰者。
鳥取市的現任市長是深澤義彥。他自2007年開始擔任鳥取市副市長，2014年首次當選就任鳥取市市長。鳥取市議會共有議員32人，其中會派新生是議會最大會派，有議員13人。其他在鳥取市議會擁有議席的政黨包括公明黨、日本共產黨等政黨。鳥取縣議會中鳥取市則有12名議員。

## 經濟

### 農業

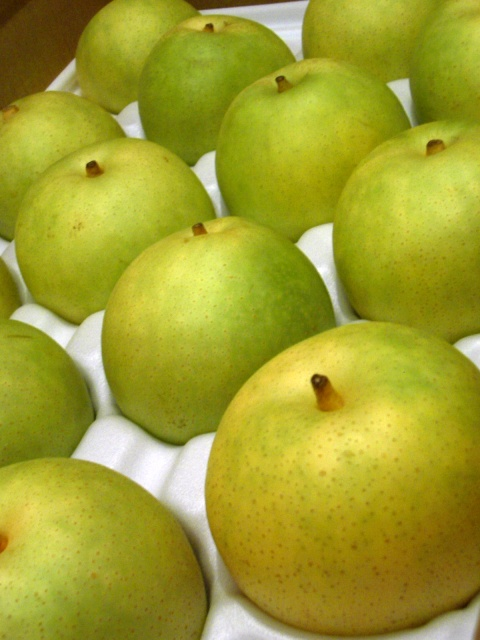
二十世紀梨是鳥取市名產

鳥取市在1960年時總農家數有6375戶，2000年時已減少到3767戶，其中大多數都是兼業農家，只有10%是專業農家:132。鳥取市的耕地面積也從1960年的5066公頃減少到2000年的2396公頃:132。鳥取市的農業生產額則在1980年之前保持增長，之後轉為減少。農業生產額中稻米的比率在1960年時曾佔59%，之後逐漸減少，1980年之後維持在約40%:133。與之相對的是蔬菜則從1960年的7.2%增加到2000年的15.4%，水果從1960年的4.8%增加到2000年的7.4%:133。鳥取沙丘的地形對鳥取市的農業產生重要影響。自江戶時代後期開始鳥取沙丘即得到開拓，適合在沙地生長的薤更成為鳥取名產。梨則是鳥取市的另一名產。

### 工業
鳥取縣45.1%的工業企業、46.9%的工人和44%的工業品製造額集中在鳥取市:139。鳥取市豐富的農業資源使得農產品加工業在鳥取市的傳統產業中地位重要。因州和紙是鳥取市最著名的傳統產業產品之一，其歷史至少可追溯至8世紀中期的奈良時代，被認定為日本的傳統工藝品。電機產業曾在鳥取市工業中佔據重要地位，1999年時生產額達3450億日元:140。1966年三洋電機在鳥取設廠對鳥取市工業的發展起到了重要的作用。1956年時鳥取市的工業生產額在鳥取縣內排名第三，在1975年時已上升至首位。然而隨著工業外流至其他國家，鳥取市的電機產業也受到很大打擊，鳥取三洋的工廠也在2012年關閉。現在鳥取市政府正積極吸引工業投資，以期能填補電機產業撤退之後的空缺。

### 服務業

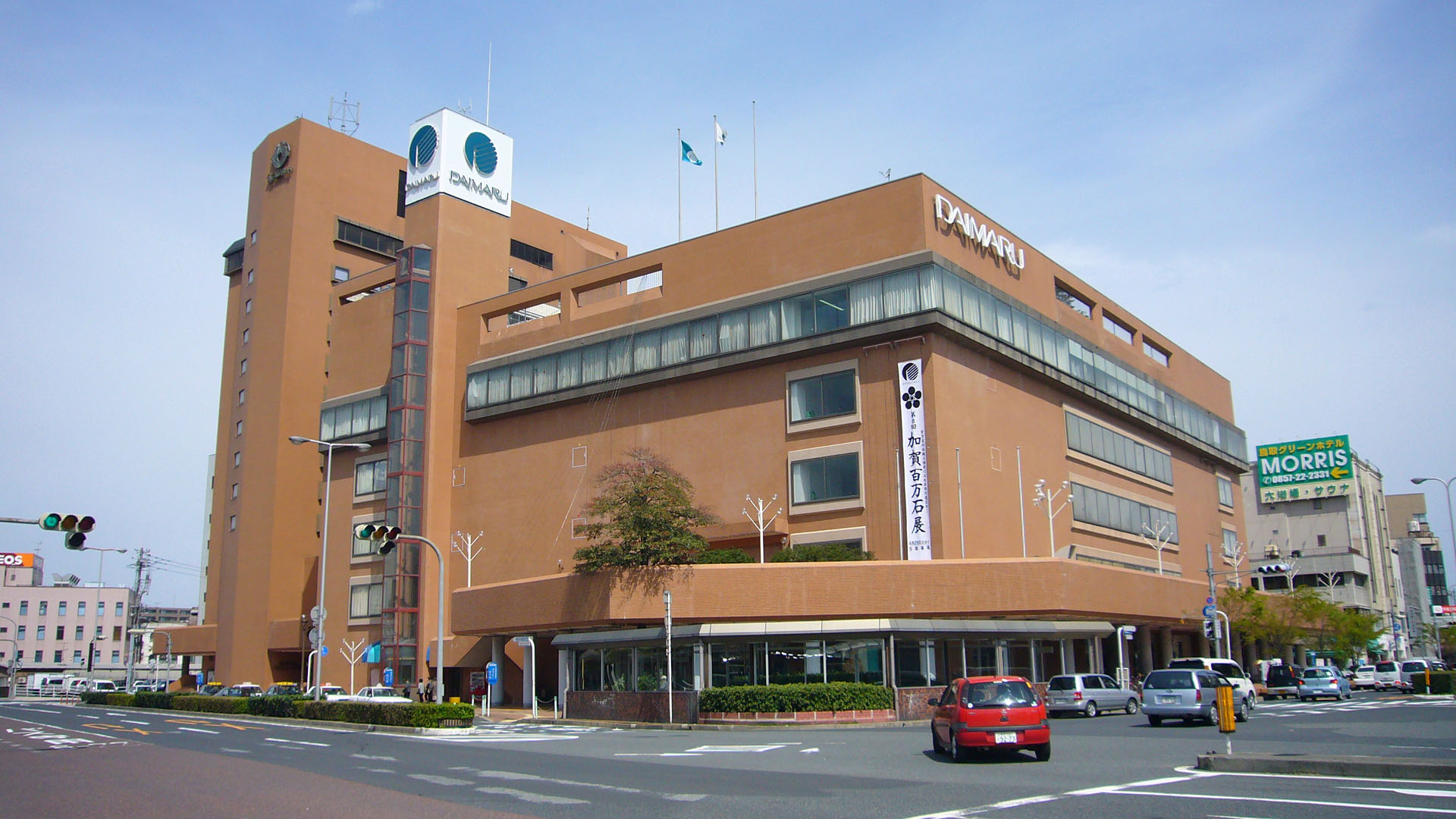
鳥取大丸是鳥取市唯一的百貨店

鳥取市是鳥取縣的金融業和商業中心之一。鳥取縣主要地方銀行之一的鳥取銀行總部即位於鳥取市。該銀行也是唯一一家總部位於鳥取縣的銀行。鳥取大丸是鳥取市內唯一的一家百貨商店，其前身是自1937年開始營業的丸由百貨店，在1949年改名鳥取大丸。觀光業現在是鳥取市重點發展的產業之一。鳥取市政府設立了「觀光產業育成支援事業」，期待促進觀光產業的發展。2009年前往鳥取市觀光的遊客數達278.6萬人，其中以鳥取沙丘、因幡溫泉鄉吸引遊客數最多。位於鳥取沙丘的砂之美術館是世界首個沙雕專門美術館
除此之外，鳥取市主要觀光景點還有入列日本100名城的鳥取城、湖山池、海鮮市場賀露市等。

## 交通

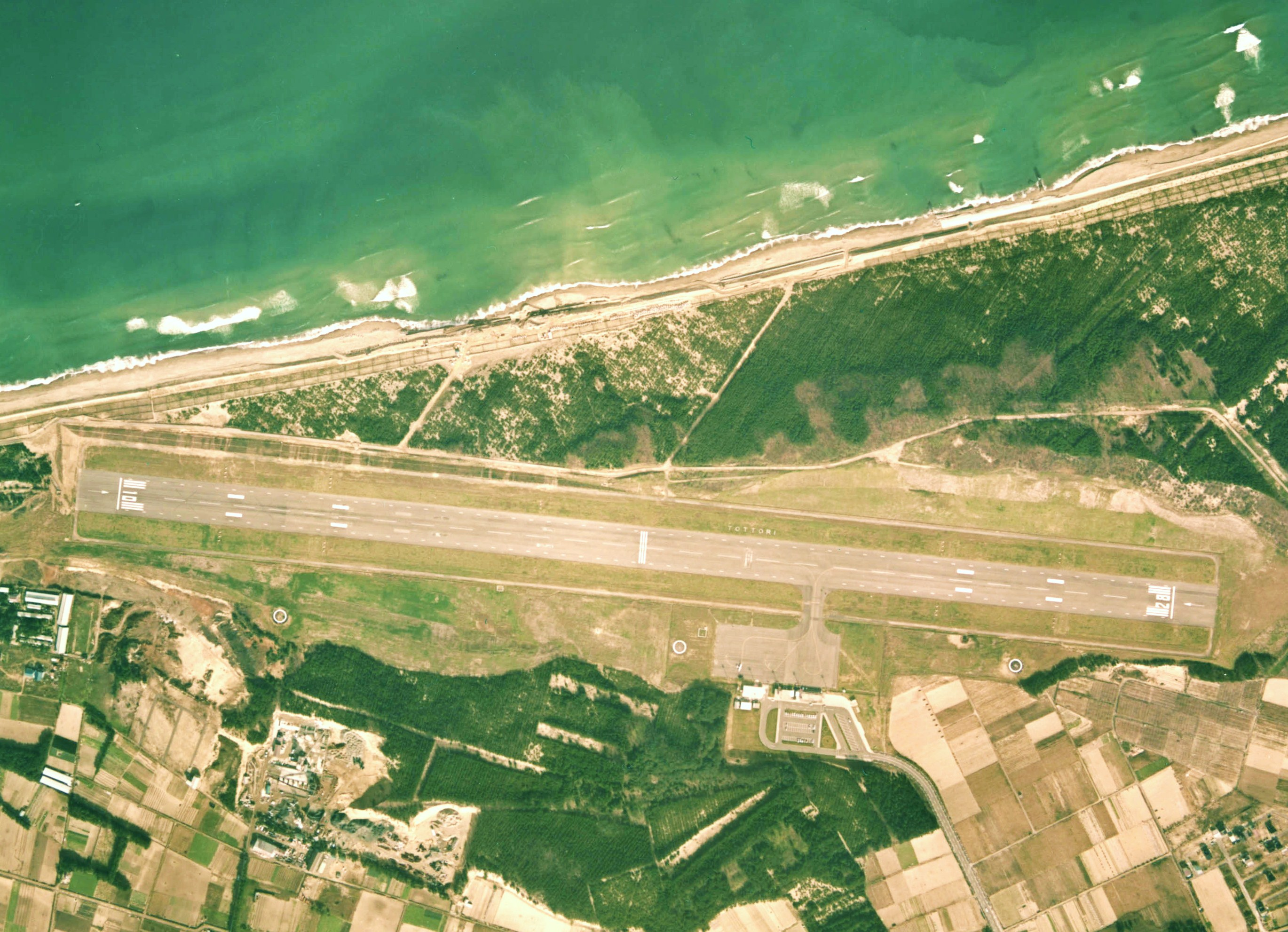
鳥取機場

作為山陰地方東部的玄關，鳥取市是山陰地方交通最為便捷的都市之一。鳥取市內有因美線和山陰本線兩條西日本旅客鐵道（JR西日本）的鐵路路線。鳥取車站是鳥取市的鐵路交通樞紐，運行有開往京都市的超級白兔號列車、開往大阪市的濱風號列車、開往岡山市的超級因幡號列車、開往山陰地方西部的超級隱岐號列車及超級松風號列車，是山陰地方運行特急列車較多的車站。鳥取市曾是少數沒有高速公路經過的縣廳所在地，但這一歷史已在2009年鳥取自動車道河原IC至用瀨IC路段開通之後終結。現在日本交通和日之丸自動車運行有自鳥取市前往東京、大阪市、岡山市、廣島市、福岡市等各地的長途巴士，是連接鳥取市和其他地區重要的交通手段。
鳥取機場又稱鳥取沙丘柯南機場，暱稱取自於鳥取的地標鳥取沙丘和北榮町出身的漫畫家青山剛昌的著名作品名偵探柯南。鳥取機場位於鳥取市東部，前身是市營鳥取飛行場，開業於1967年。現在鳥取機場有飛往東京國際機場的定期航線，2015年度乘客數為368,099人。鳥取港位於鳥取市西北部千代川入海口處，古稱賀露港，其歷史可追溯至戰國時代，現在是山陰地方東部的物流據點之一。

## 文化教育

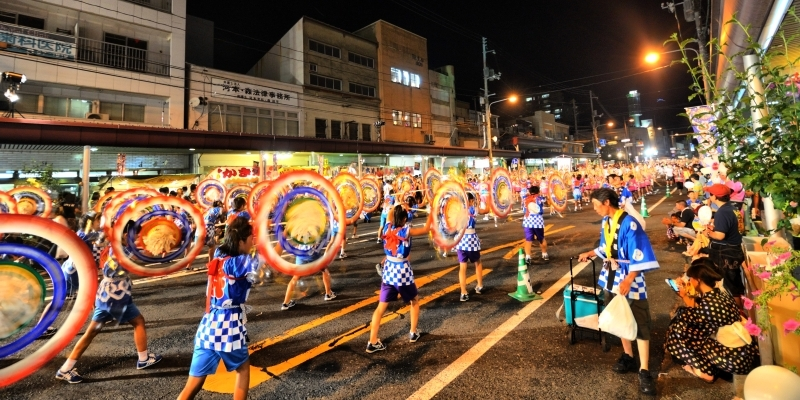
鳥取傘節

鳥取市所在的因幡地方是因幡之白兔等神話故事的起源地，歷史文化底蘊深厚。鳥取市使用的日語方言主要是因州方言，是東山陰方言的分支之一。和鳥取縣西部屬於雲伯方言的西伯耆方言相比，因州方言和兵庫縣北部但馬地方的但馬方言更加類似。麒麟獅子是因幡地方獨特的傳統舞蹈，也是鳥取市最著名的民俗表演之一，鳥取市內的環狀觀光巴士也以此為名。每年8月中旬舉辦的鳥取傘節是鳥取規模最大的節慶活動，有超過3500人直接參加。總部設在鳥取市的主要媒體包括服務範圍橫跨鳥取島根兩縣的日本海電視台及日本海新聞，以及播出範圍為鳥取縣的NHK鳥取放送局和鳥取市及附近地區的FM鳥取。鳥取大學設立於1949年，是鳥取市唯一的一所國立大學，也是鳥取縣內的最高學府。此外市內還有公立鳥取環境大學。鳥取市內主要的文化設施包括鳥取縣立博物館、鳥取縣立圖書館、鳥取市歷史博物館等。鳥取飛翔是唯一一家以鳥取市為主場的職業足球球隊，在2011年加入J聯賽，現在在J3聯賽參賽。

## 姊妹、友好都市

### 海外
| 國家           | 城市                        | 締結日期       | 對象     |
| -------------- | --------------------------- | -------------- | -------- |
|                | 清州市（忠清北道）          | 1990年8月30日  | /        |
| 德国           | 哈瑙（黑森邦美因-金齐希县） | 2001年11月20日 | /        |
| 中华人民共和国 | 沙河市（河北省邢台市）      | 1995年5月      | 舊國府町 |
| 中华人民共和国 | 太倉市（江蘇省蘇州市）      | 1995年11月     | 舊青谷町 |

### 日本
| 城市     | 都道府縣     | 締結日期       | 對象             | 備註     |
| -------- | ------------ | -------------- | ---------------- | -------- |
| 釧路市   | 北海道       | 1963年10月4日  | /                | 姊妹都市 |
| 姬路市   | 兵庫縣       | 1972年3月8日   | /                | 姊妹都市 |
| 池田市   | 大阪府       | 1989年4月      | 舊青谷町         | 姊妹都市 |
| 岩國市   | 山口縣       | 1995年10月13日 | /                | 姊妹都市 |
| 郡山市   | 福島縣       | 2005年11月25日 | /                | 姊妹都市 |
| 湯澤市   | 秋田縣       | 1972年         | 舊佐治村、皆瀨村 | 交流都市 |
| 津和野町 | 島根縣鹿足郡 | 1993年         | 舊鹿野町         | 交流都市 |
| 高山市   | 岐阜縣       | 1993年         | 舊國府町、國府町 | 交流都市 |
| 津山市   | 岡山縣       | ?              | 舊用瀨町、阿波村 | 交流都市 |

## 外部連結
- （日語） 鳥取市官方網頁 （页面存档备份，存于）
- （日語） 鳥取市觀光協會 （页面存档备份，存于）
- （日語） 鳥取商工會議所 （页面存档备份，存于）